# Bosgouet
 Bosgouet  là một xã thuộc tỉnh Eure trong vùng Normandie miền bắc nước Pháp.